# 47077 Юдзі
47077 Юдзі (47077 Yuji) — астероїд головного поясу, відкритий 16 грудня 1998 року.
Тіссеранів параметр щодо Юпітера — 3,194.
Названо на честь астронома-аматора Юдзі (яп. ゆうじ(祐二) ю:дзі).